# Фитоки
Фитоки, още Фотун или Фонтан (на гръцки: Φυτώκι, Фитоки; катаревуса: Φυτώκιον, Фитокион), е село в Егейска Македония, Република Гърция, дем Горуша (Войо), област Западна Македония.

## География
Селото е разположено на 630 m надморска височина, в областта Населица на около 15 km югозападно от град Неаполи (Ляпчища) и около 7 km южно от Цотили. Землището на селото се вдава навътре в ном Гревена и на юг граничи с гревенските села Дасаки и Климатаки.

## История

### В Османската империя
В края на XIX век Фитоки (Фотун) е гръцко село в южния край на Населишка каза на Османската империя.
Според Васил Кънчов в 1900 година във Фотунъ (Фонтанъ) живеят 100 гърци християни.
На Етнографската карта на Битолския вилает на Картографския институт в София от 1901 година Фетун е чисто гръцко село в казата Населица на Серфидженския санджак с 17 къщи.
Според статистика на Серфидженския санджак на гръцкото консулство в Еласона от 1904 година във Фитокион (Φυτώκιον), Населишка каза, живеят 50 гърци елинофони християни.
По данни на секретаря на Българската екзархия Димитър Мишев Fotoun е под върховенството на Цариградската патриаршия и в него има 85 гърци патриаршисти.

### В Гърция
През Балканската война в 1912 година в селото влизат гръцки части и след Междусъюзническата в 1913 година то остава в Гърция.
През 1913 година при първото преброяване от новата власт във Φυτόκιον са регистрирани 10 жители.
В средата на 1920-те години в селото са заселени и гърци бежанци от Мала Азия. В 1928 година Фитоки е представено като смесено село от местни коренни жители и новодошли бежанци като последните са 26 семейства или 86 души.
Населението традиционно произвежда жито, тютюн и други земеделски продукти, като се занимава и със скотовъдство.
| Година    | 1913 | 1920 | 1928 | 1940 | 1951 | 1961 | 1971 | 1981 | 1991 | 2001 | 2011 | 2021 |
| --------- | ---- | ---- | ---- | ---- | ---- | ---- | ---- | ---- | ---- | ---- | ---- | ---- |
| Население | 10   | 51   | 124  | 121  | 117  | 107  | 89   | 74   | 66   | 74   | 38   | 18   |